# Otto Georgens
Otto Georgens (ur. 2 grudnia 1950 w Weisenheim am Berg) – niemiecki duchowny rzymskokatolicki, biskup pomocniczy Spiry od 1995.
Święcenia kapłańskie otrzymał 26 czerwca 1977. 27 stycznia 1995 papież Jan Paweł II mianował go biskupem pomocniczym Spiry, ze stolicą tytularną Gubaliana. Sakry biskupiej udzielił mu bp Anton Schlembach.